# Description lagrangienne
Pour les articles homonymes, voir Description (homonymie) et lagrangien (homonymie).
En dynamique des fluides, la description lagrangienne (parfois appelée méthode lagrangienne) est une méthode de description du mouvement d'une particule fluide qui consiste à la suivre dans le temps le long de sa trajectoire : c'est une description intuitive du mouvement, en ce qu'elle est identique à l'étude classique du mouvement d'un point matériel au cours du temps, le point matériel étant ici cette particule fluide. La description eulérienne, qui repose sur le champ vectoriel des vitesses, est souvent préférée, car elle facilite grandement l'expression des conditions aux limites de l'écoulement. La description lagrangienne est en revanche plus adaptée à la modélisation du comportement mécanique de solides déformables.

## Principe
En représentation lagrangienne, la position M à l'instant t de la particule qui se trouvait en {\displaystyle M_{0}} à l'instant 0 est donnée par une relation du type
Cela correspond à la description paramétrique de la trajectoire en coordonnées cartésiennes :

## Dérivée particulaire
Dans une description lagrangienne classique du mouvement, l'expression des conditions aux limites peut se révéler être particulièrement compliquée. La description eulérienne de la vitesse se sert, elle, du champ vectoriel des vitesses du fluide : {\displaystyle {\vec {v(x,y,z,t)}}} en coordonnées cartésiennes. Cela revient donc à considérer la vitesse d'un point fixe de l'écoulement, et non plus la vitesse {\displaystyle {\vec {v(t)}}} de la particule fluide suivie le long de sa trajectoire. Il faut bien comprendre que dans cette description, les variables {\displaystyle x,y,z} et {\displaystyle t} sont indépendantes, les variables {\displaystyle x,y} et {\displaystyle z} ne décrivant que la position d'un point fixe donné de l'écoulement par lequel passent des molécules de fluide, contrairement à la description lagrangienne où {\displaystyle x(t),y(t)} et {\displaystyle z(t)} décrivent cette fois la position d'une particule mouvante de fluide à un instant donné, et contenant donc toujours les mêmes molécules de fluides. Ainsi, la variation temporelle de la vitesse (l'accélération, définie, de manière lagragienne, par {\displaystyle {\vec {a}}={\mathrm {d} {\vec {v}} \over \mathrm {d} t}}) ne peut plus s'exprimer comme une simple dérivée temporelle de la vitesse. La conservation d'une définition lagragienne de l'accélération et la volonté d'utiliser une description eulérienne de la vitesse nous amène donc à établir un lien entre ces deux descriptions.
Le vecteur accélération est défini comme étant la limite du taux d'accroissement du vecteur accélération sur un intervalle de temps infinitésimal :
{\displaystyle {\vec {a}}({\vec {r}},t)={\underset {dt\to 0}{\lim }}{\frac {{\vec {v}}({\vec {r}}+d{\vec {r}},t+dt)-{\vec {v}}({\vec {r}},t)}{dt}}}
Cette variation spatialement et temporellement infinitésimale du vecteur vitesse peut s'exprimer, en coordonnées cartésiennes, à l'aide des dérivées partielles du vecteur de la façon suivante :
{\displaystyle {\vec {v}}({\vec {r}}+d{\vec {r}},t+dt)-{\vec {v}}({\vec {r}},t)={\frac {\partial {\vec {v}}}{\partial x}}dx+{\frac {\partial {\vec {v}}}{\partial y}}dy+{\frac {\partial {\vec {v}}}{\partial z}}dz+{\frac {\partial {\vec {v}}}{\partial t}}dt}
Finalement,
{\displaystyle {\vec {a}}({\vec {r}},t)=v_{x}{\frac {\partial {\vec {v}}}{\partial x}}+v_{y}{\frac {\partial {\vec {v}}}{\partial y}}+v_{z}{\frac {\partial {\vec {v}}}{\partial z}}+{\frac {\partial {\vec {v}}}{\partial t}}=({\vec {v}}\cdot {\overrightarrow {\mathrm {grad} }})({\vec {v}})+{\frac {\partial {\vec {v}}}{\partial t}}}
L'accélération est donc, pour une description eulérienne de la vitesse, la somme d'un premier terme convectif, dû à la variation spatiale de vitesse à {\displaystyle t} fixé, et d'un terme temporel, dû à la variation temporelle de vitesse à variables spatiales fixes.
On note plus généralement ce résultat, appliqué à une grandeur {\displaystyle f} scalaire ou vectorielle :
Cet opérateur est appelé dérivée particulaire de {\displaystyle f}.
L'opérateur {\displaystyle ({\overrightarrow {v}}\cdot {\overrightarrow {\mathrm {grad} }})}, qui provient directement de l'utilisation d'une description eulérienne de la grandeur {\displaystyle f}, est dénommé opérateur d'advection.

## Lien entre la description lagrangienne et la description eulérienne
Soient les notations {\displaystyle f_{L}} et {\displaystyle f_{E}} désignant une même propriété d'un fluide, exprimée dans une description lagrangienne ({\displaystyle f_{L}} ) ou eulérienne ({\displaystyle f_{E}}). Considérons la particule {\displaystyle p}, ayant pour coordonnée spatiale {\displaystyle x}.
On peut noter :
Dans le référentiel de la particule {\displaystyle p}, la propriété {\displaystyle f_{L}(p,t)} dépend uniquement du temps. Ainsi, on peut contracter l'écriture pour obtenir une expression de {\displaystyle f_{L}(p,t)} qui soit spécifique à la particule {\displaystyle p} :
Au temps {\displaystyle t+dt}, la particule {\displaystyle p} possède la coordonnée spatiale {\displaystyle x+dx}. L'équivalence entre la description lagrangienne et eulérienne s'écrit alors de la manière qui suit:
Naturellement, l'expression suivante peut alors être établie :
Il est alors clair qu'un développement de Taylor permet d'établir le lien entre la dérivée particulaire d'ordre {\displaystyle 1} de {\displaystyle f_{E}} et la dérivée temporelle de {\displaystyle fp_{L}}. Pour le membre de gauche, un développement limité donne :
Pour le membre de droite, un développement limité bidimensionnel donne :
En regroupant les termes de même ordre, il vient d'abord pour l'ordre {\displaystyle 1}:
Et évidemment, avec {\displaystyle D_{t}} désignant la dérivée totale d'ordre {\displaystyle 1} :
Il est intéressant de remarquer que la dérivée totale de {\displaystyle f_{E}} correspond en fait à la simple dérivée temporelle de {\displaystyle fp_{L}}. Cela peut en effet faciliter l'intégration d'équations aux dérivées partielles faisant intervenir la dérivée totale. Ainsi, la dérivée totale de {\displaystyle f_{E}} peut être remplacée par la dérivée temporelle de {\displaystyle fp_{L}}. Une éventuelle intégration suppose bien sûr d'être réalisée en remplaçant {\displaystyle f_{E}} par {\displaystyle fp_{L}}. Le résultat peut ensuite être reconverti en remplaçant, à l'inverse, {\displaystyle fp_{L}} par {\displaystyle f_{E}} dans la solution éventuelle.
Pour le second ordre, on peut introduire la notion de dérivée totale d'ordre {\displaystyle 2}, notée {\displaystyle D_{t}^{2}} et en posant {\displaystyle u={\frac {dx}{dt}}}:
Vient alors l'expression qui suit :

## Remarques
Dans le cadre de cette description, et {\displaystyle \rho } désignant la densité du fluide, {\displaystyle \rho ({\overrightarrow {x}},t)} désigne la densité du fluide qui, initialement (temps 0), était à la position {\displaystyle {\overrightarrow {x}}} et se trouve désormais (temps t) en {\displaystyle {\overrightarrow {X}}({\overrightarrow {x}},t)}... mais cela peut bien sûr s'appliquer à n'importe quelle autre fonction décrivant une propriété locale du fluide.
Cette description donne une bonne idée de ce qui se passe dans le fluide, par exemple, si {\displaystyle {\frac {\mathrm {d} \rho }{\mathrm {d} t}}<0}, alors on peut affirmer que le fluide s'étend (la densité de la particule fluide baisse). En particulier, on peut faire un bilan des forces s'appliquant à la particule fluide que l'on suit, et appliquer la relation fondamentale de la dynamique en écrivant que la somme des forces vaut la masse de la particule fluide multipliée par son accélération, écrite comme {\displaystyle {\frac {\mathrm {d} {\overrightarrow {u}}}{\mathrm {d} t}}} où {\displaystyle {\overrightarrow {u}}={\frac {\mathrm {d} {\overrightarrow {X}}}{\mathrm {d} t}}} est la vitesse.

## Articles liés
- Dynamique des fluides
- Mécanique des milieux continus
- (en) Lagrangian description dans l'article Continuum mechanics